# Parafia św. Jakuba Apostoła w Wągrowcu
Parafia Świętego Jakuba Apostoła w Wągrowcu jest jedną z 9 parafii leżącą w granicach dekanatu wągrowieckiego. Erygowana w 1381. Kościół parafialny został zbudowany w XVI wieku w stylu gotyckim, posiada renesansową polichromię. 

## Dokumenty
Księgi metrykalne: 
- ochrzczonych od 1945 roku
- małżeństw od 1945 roku
- zmarłych od 1945 roku